# Верхняя юра
| система                                                                     | отдел            | ярус          | Нижняя граница, млн лет |
| --------------------------------------------------------------------------- | ---------------- | ------------- | ----------------------- |
| Мел                                                                         | Нижний           | Берриасский   | 143,1 ±0,6              |
| Юра                                                                         | Верхняя (мальм)  | Титонский     | 149,2 ±0,7              |
| Юра                                                                         | Верхняя (мальм)  | Киммериджский | 154,8 ±0,8              |
| Юра                                                                         | Верхняя (мальм)  | Оксфордский   | 161,5 ±1,0              |
| Юра                                                                         | Средняя (доггер) | Келловейский  | 165,3 ±1,1              |
| Юра                                                                         | Средняя (доггер) | Батский       | 168,2 ±1,2              |
| Юра                                                                         | Средняя (доггер) | Байосский     | 170,9 ±0,8              |
| Юра                                                                         | Средняя (доггер) | Ааленский     | 174,7 ±0,8              |
| Юра                                                                         | Нижняя (лейас)   | Тоарский      | 184,2 ±0,3              |
| Юра                                                                         | Нижняя (лейас)   | Плинсбахский  | 192,9 ±0,3              |
| Юра                                                                         | Нижняя (лейас)   | Синемюрский   | 199,5 ±0,3              |
| Юра                                                                         | Нижняя (лейас)   | Геттангский   | 201,4 ±0,2              |
| Триас                                                                       | Верхний          | Рэтский       | больше                  |
| Деление и золотые гвозди в соответствии с IUGS по состоянию на декабрь 2024 |                  |               |                         |

Верхняя юра — третий отдел юрской системы. Объединяет породы, отложившиеся в течение позднеюрской эпохи юрского периода, которая началась 161,5 ±1,0 и закончилась 143,1 ±0,6 млн.лет назад.

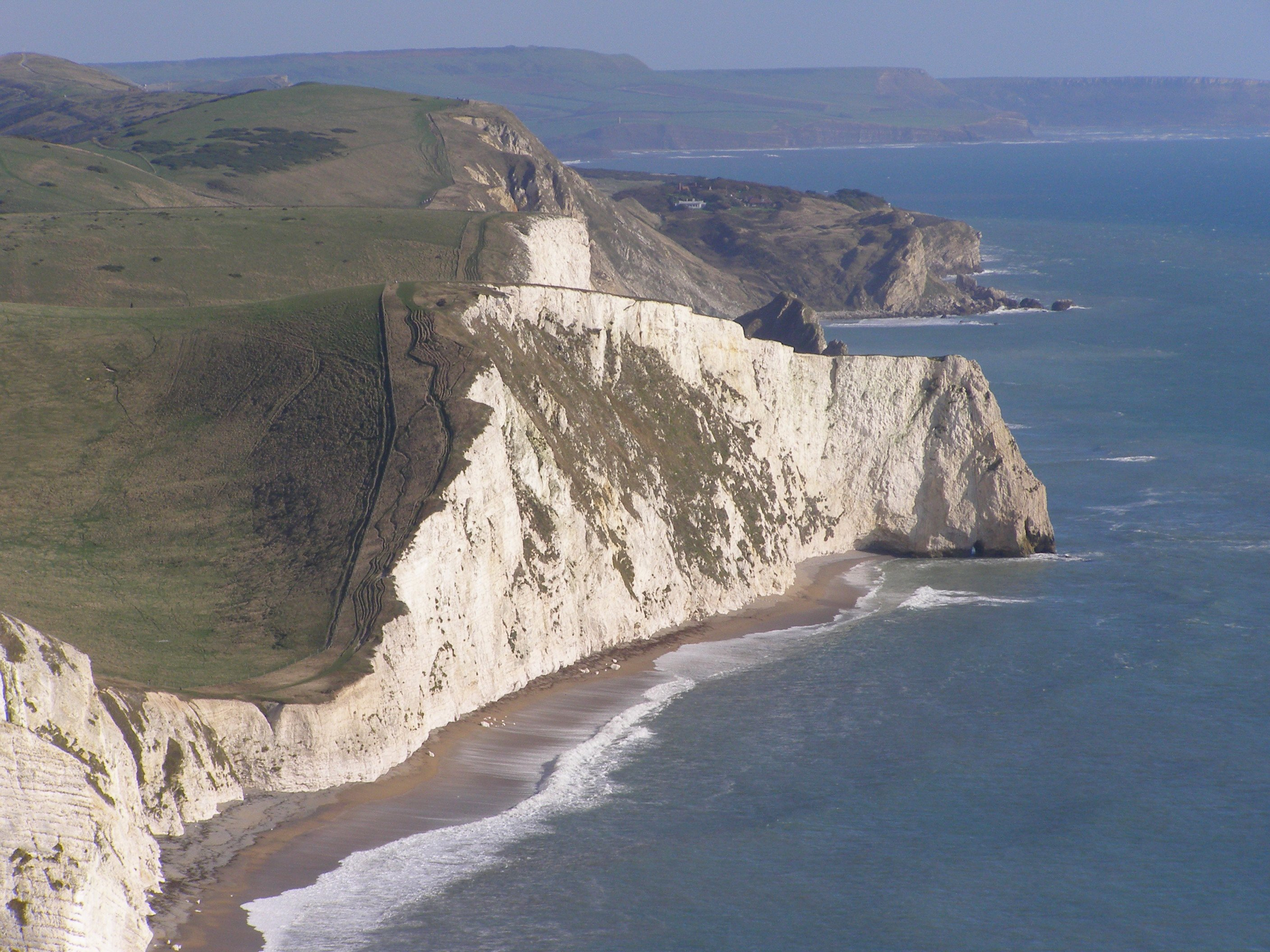
Юрское побережье

В европейской литостратиграфии породы позднеюрского периода носят название «мальм». В прошлом понятием «мальм» также использовалось для обозначения единицы геологического времени, но теперь его использование не рекомендуется проводить четкое различие между литостратиграфическими и геохронологическими / хроностратиграфическими единицами.

## Подразделения
Верхняя юра разделена на три яруса, которые соответствуют трем (фаунистическим) стадиям позднеюрской эпохи:
| титон    | (149,2 ±0,7 — 143,1 ±0,6 млн лет) |
| кимеридж | (154,8 ±0,8 — 149,2 ±0,7 млн лет) |
| оксфорд  | (161,5 ±1,0 — 154,8 ±0,8 млн лет) |

## Палеогеография
В эпоху поздней юры Пангея распалась на два суперконтинента: Лавразию на севере и Гондвану на юге. Результатом этого распада стало возникновение Атлантического океана. Однако в это время Атлантический океан был относительно узким.

## Органический мир
Эта эпоха хорошо известна многим известным типам динозавров, таким как растительноядные завроподы, тиреофоры и орнитоподы и преимущественно плотоядные тероподы. Другие животные, такие как крокодилы и первые птицы, появились в юре. Здесь перечислены только некоторые из многих позднеюрских животных:
- Камаразавр — крупный завропод из Северной Америки.
- Апатозавр — крупный завропод из Северной Америки.
- Брахиозавр — крупный завропод из Северной Америки.
- Бронтозавр — крупный завропод из Северной Америки.
- Диплодок — крупный завропод из Северной Америки.
- Барозавр — крупный завропод из Северной Америки.
- Европазавр — маленький завропод из Европы.
- Суперзавр — возможно, самый крупный североамериканский завропод.
- Дикреозавр — крупный завропод из Африки.
- Жираффатитан — крупный завропод из Африки.
- Аллозавр — возможно, самый большой юрский хищник, самый распространенный позднеюрский теропод Северной Америки, также присутствующий в Европе.
- Epanterias — один из крупнейших юрских плотоядных, из Северной Америки (возможно, синоним аллозавра).
- Торвозавр — крупный юрский хищник из Северной Америки и Европы.
- Цератозавр — средний по размерам юрский хищник из Северной Америки, Европы и, возможно, Африки.
- Компсогнат — маленький теропод из Европы.
- Yangchuanosaurus — крупный теропод из Азии.
- Tuojiangosaurus — тиреофор из Азии.
- Стегозавр — тиреофор из Северной Америки и Европы.
- Дриозавр — североамериканский орнитопод.
- Камптозавр — орнитопод из Северной Америки и, возможно, Европы.
- Gargoyleosaurus — тиреофор из Северной Америки.
- Археоптерикс — первая известная птица из Европы.
- Рамфоринх — длиннохвостый птерозавр из Европы.
- Птеродактиль — короткохвостый птерозавр из Европы.
- Офтальмозавр — очень распространенный морской ихтиозавр из современной Европы и Северной Америки.
- Лиоплевродон — средний по размерам морской плиозавр из современной Европы.
- Perisphinctes — аммонит .